# André Barreto Esmeraldo
André Barreto Esmeraldo  (Crato, Ceará 10 de setembro de 1969) é um farmacêutico e politico brasileiro, atualmente filiado ao Partido dos Trabalhadores.

## Biografia
Nascido em 1969, André Barreto é filho de Maria Neyde e Paulo Esmeraldo, pioneiros na saúde no Crato.
Em 1990, formou-se em Farmácia pela Universidade Federal do Ceará. Em 1992, especializou-se em Análises Clínicas pela Universidade de São Paulo e, em 1994, assumiu a direção do Laboratório Paulo Cartaxo. 
Iniciou sua carreira política em 2000, elegendo-se vereador. Em 2007, foi nomeado Secretário Estadual de Meio Ambiente.  
Em 2008, foi candidato a prefeito do Crato pelo PV, ficando em 3º lugar na disputa com 16,16% dos votos válidos. 
Em 2024, foi eleito prefeito do Crato, com o apoio de 14 partidos, obtendo 37.092 votos (48,74% dos votos válidos). 
Atuou como vice-prefeito do Crato por 2 mandatos e como Secretário Municipal de Saúde.